# Medaglia per la costruzione della ferrovia Baikal-Amur
La medaglia per la costruzione della ferrovia Baikal-Amur è stata un premio statale dell'Unione Sovietica.

## Storia
La medaglia venne istituita l'8 ottobre 1976.

## Assegnazione
La medaglia veniva assegnata ai partecipanti attivi alla costruzione della ferrovia Baikal-Amur e a chi avesse lavorato negli impianti di produzione, nella costruzione degli alloggi per i lavoratori civili, avesse svolto buon lavoro nel settore delle costruzioni, a chi si fosse occupato di progetti di alta qualità e di indagine e a chi avesse svolto un lavoro onesto nelle imprese, nelle istituzioni e nelle organizzazioni dirette a sostenere gli sforzi di costruzione e dei lavoratori.

## Insegne
- La medaglia era di ottone. Il dritto raffigurava nella metà sinistra della medaglia, l'immagine in rilievo di colline e un treno che va a sinistra su un ponte sopra un fiume, sotto il ponte, l'iscrizione in rilievo su cinque linee "PER LA COSTRUZIONE DELLA FERROVIA BAIKAL-AMUR" (Russo: «За строительство Байкало-Амурской магистрали»), nella metà destra della medaglia, i profili di sinistra di un uomo e di una donna, l'uomo indossa un casco di costruzione. Sul reovescio, il sole sopra binari ferroviari attraversati da un nastro con la scritta "BAM" (Russo : «БАМ»), incorniciato da una corona di alloro con la falce e martello nella parte superiore.
- Il nastro era verde scuro una striscia gialla centrale caricata di due sottili strisce azzurre. Il bordo era verde chiaro.